# AFF Cup 2022
L'AFF Cup 2022, nota come AFF Mitsubishi Electric Cup per motivi di sponsorizzazione, è la quattordicesima edizione del torneo riservato alle nazionali del Sud-Est asiatico. Nonostante l'Australia faccia parte dell'ASEAN Football Federation dal 2013, non prende parte al torneo come di prassi. Dopo che l'ultima edizione si è svolta in un unico paese, questa edizione si gioca in tutte e dieci le nazioni partecipanti come nel 2018.

## Squadre qualificate
Per la fase finale si sono qualificate un totale di dieci squadre. Le ultime due squadre nel ranking, su undici, si sono affrontate in incontro di andata e ritorno.
Il Brunei ha battuto Timor Est per 6-3 nel doppio incontro.
Le 10 squadre vengono divise in due gironi da 5 squadre. Ogni nazione gioca due partite in casa e due in trasferta. Semifinali e finali si giocheranno con partite di andata e ritorno.
| Squadra    | Partecipazioni                                                                    |
| ---------- | --------------------------------------------------------------------------------- |
| Birmania   | 14 (1996, 1998, 2000, 2002, 2004, 2007, 2008, 2010, 2012, 2014, 2016, 2018, 2020) |
| Brunei     | 2 (1996)                                                                          |
| Cambogia   | 9 (1996, 2000, 2002, 2004, 2008, 2016, 2018, 2020)                                |
| Filippine  | 13 (1996, 1998, 2000, 2002, 2004, 2007, 2010, 2012, 2014, 2016, 2018, 2020)       |
| Indonesia  | 14 (1996, 1998, 2000, 2002, 2004, 2007, 2008, 2010, 2012, 2014, 2016, 2018, 2020) |
| Laos       | 13 (1996, 1998, 2000, 2002, 2004, 2007, 2008, 2010, 2012, 2014, 2018, 2020)       |
| Malaysia   | 14 (1996, 1998, 2000, 2002, 2004, 2007, 2008, 2010, 2012, 2014, 2016, 2018, 2020) |
| Singapore  | 14 (1996, 1998, 2000, 2002, 2004, 2007, 2008, 2010, 2012, 2014, 2016, 2018, 2020) |
| Thailandia | 14 (1996, 1998, 2000, 2002, 2004, 2007, 2008, 2010, 2012, 2014, 2016, 2018, 2020) |
| Vietnam    | 14 (1996, 1998, 2000, 2002, 2004, 2007, 2008, 2010, 2012, 2014, 2016, 2018, 2020) |

Nota bene: nella sezione "partecipazioni precedenti al torneo" le date in grassetto indicano la squadra che ha vinto quell'edizione del torneo

## Stadi
| Kuala Lumpur                   | Kuala Lumpur         | Kallang                       | Hanoi                    | Yangon                    |
| ------------------------------ | -------------------- | ----------------------------- | ------------------------ | ------------------------- |
| Bukit Jalil National Stadium   | Kuala Lumpur Stadium | Stadio nazionale di Singapore | Mỹ Đình National Stadium | Thuwunna Stadium          |
| Capienza: 87.411               | Capienza: 18.000     | Capienza: 55.000              | Capienza: 40.192         | Capienza: 32.000          |
|                                |                      |                               |                          |                           |
| Phnom Penh                     | Pathum Thani         | Vientiane                     | Manila                   | Giacarta                  |
| Morodok Techo National Stadium | Thammasat Stadium    | New Laos National Stadium     | Rizal Memorial Stadium   | Gelora Bung Karno Stadium |
| Capienza: 75.000               | Capienza: 25.000     | Capienza: 25.000              | Capienza: 12.873         | Capienza: 77.193          |
|                                |                      |                               |                          |                           |

## Fase a gironi

### Gruppo A

#### Classifica[3]
| Pos. | Squadra    | Pt | G | V | N | P | GF | GS | DR  |
| ---- | ---------- | -- | - | - | - | - | -- | -- | --- |
| 1.   | Thailandia | 10 | 4 | 3 | 1 | 0 | 13 | 2  | +11 |
| 2.   | Indonesia  | 10 | 4 | 3 | 1 | 0 | 12 | 3  | +9  |
| 3.   | Cambogia   | 6  | 4 | 2 | 0 | 2 | 10 | 8  | +2  |
| 4.   | Filippine  | 3  | 4 | 1 | 0 | 3 | 8  | 10 | -2  |
| 5.   | Brunei     | 0  | 4 | 0 | 0 | 4 | 2  | 22 | -20 |

#### Risultati
| Arbitro: | Majed Al-Shamrani |

|                                 |           |                  |
| Bunheing 16’, 59’ Chanpolin 20’ | Marcatori | 41’, 55’ Daniels |

| Arbitro: | Chen Hsin-chuan |

|  |           |                                                                      |
|  | Marcatori | Bordin 19’ Teerasil 44’ Yura 88’ (aut.) Peeradol 90+1’ (rig.), 90+3’ |

| Arbitro: | Tam Ping Wun |

|                                                     |           |            |
| Daniels 7’ Reyes 12’ Melliza 50’ Rasmussen 51’, 88’ | Marcatori | 70’ Ramlli |

| Arbitro: | Ryuji Sato |

|                  |           |          |
| Egy 7’ Witan 35’ | Marcatori | 16’ Krya |

| Arbitro: | Kim Hee-gon |

|  |           |                                                                                  |
|  | Marcatori | 20’ Syahrian 41’ Dendy 59’ Egy 60’ Spasojević 68’ Ramadhan 86’ Klok 90+2’ Sayuri |

| Arbitro: | Yudai Yamamoto |

|                                                 |           |  |
| Teerasil 3’, 41’ (rig.) Adisak 57’ Suphanan 63’ | Marcatori |  |

| Arbitro: | Mohammed Al Hoish |

|                 |           |            |
| Klok 50’ (rig.) | Marcatori | 79’ Sarach |

| Arbitro: | Hyun Jae-choi |

|                                                      |           |                |
| Chanchav 31’ Taylor 50’ Sokpheng 73’ Pisoth 80’, 88’ | Marcatori | 21’ Nur Ikhwan |

| Arbitro: | Omar Mohamed Al Ali |

|                                        |           |              |
| Teerasil 45+2’ (rig.), 90’ Sumanya 50’ | Marcatori | 68’ Chanthea |

| Arbitro: | Ahmed Faisal Al Ali |

|               |           |                         |
| Rasmussen 83’ | Marcatori | 21’ Dendy 43’ Marselino |

### Gruppo B

#### Classifica[4]
| Pos. | Squadra   | Pt | G | V | N | P | GF | GS | DR  |
| ---- | --------- | -- | - | - | - | - | -- | -- | --- |
| 1.   | Vietnam   | 10 | 4 | 3 | 1 | 0 | 12 | 0  | +12 |
| 2.   | Malaysia  | 9  | 4 | 3 | 0 | 1 | 10 | 4  | +6  |
| 3.   | Singapore | 7  | 4 | 2 | 1 | 1 | 6  | 6  | 0   |
| 4.   | Birmania  | 1  | 4 | 0 | 1 | 3 | 4  | 9  | -5  |
| 5.   | Laos      | 1  | 4 | 0 | 1 | 3 | 2  | 15 | -13 |

#### Risultati
| Arbitro: | Ahmed Faisal Al Ali |

|  |           |            |
|  | Marcatori | 52’ Faisal |

| Arbitro: | Hiroki Kasahara |

|  |           | |
|  | Marcatori | 15’ Nguyễn Tiến Linh 43’ Đỗ Hùng Dũng 55’ Hồ Tấn Tài 58’ Đoàn Văn Hậu 82’Nguyễn Văn Toàn 90+1’ Vũ Văn Thanh |

| Arbitro: | Kim Jong-hyeok |

|                               |           |                           |
| Ilhan 45’ Shah 49’ Shawal 74’ | Marcatori | 34’, 66’ Maung Maung Lwin |

| Arbitro: | Majed Al-Shamrani |

|                                                  |           |  |
| Agüero 29’ Faisal 65’, 68’ Haqimi 77’ Wilkin 87’ | Marcatori |  |

| Arbitro: | Yudai Yamamoto |

|  |           |                        |
|  | Marcatori | 32’ Ilhan 90+4’ Shawal |

| Arbitro: | Ryuji Sato |

|                                                                   |           |  |
| Nguyễn Tiến Linh 28’ Quế Ngọc Hải 64’ (rig.) Nguyễn Hoàng Đức 83’ | Marcatori |  |

| Arbitro: | Aziz Asimov |

|                                        |           |                            |
| Kyaw Min Oo 15’ Maung Maung Lwin 90+6’ | Marcatori | 12’ Soukaphone 46’ Ekkamai |

| Kallang 30 dicembre 2022, ore 20:30 UTC+8 | Singapore       | 0 – 0 | Vietnam | Stadio nazionale di Singapore (5434 spett.)\| Arbitro: \| Hiroki Kasahara \| |
| Arbitro:                                  | Hiroki Kasahara |       |         |                                                                              |

| Arbitro: | Choi Hyun-jai |

|                                                                  |           |  |
| Kyaw Zin Lwin 8’ (aut.) Nguyễn Tiến Linh 27’ Châu Ngọc Quang 72’ | Marcatori |  |

| Arbitro: | Mohammed Al Hoaish |

|                                       |           |           |
| D. Lok 35’ Wilkin 50’, 54’ Agüero 88’ | Marcatori | 85’ Faris |

## Fase a eliminazione diretta

### Tabellone
|  | Semifinali | Semifinali | Semifinali | Semifinali | Semifinali |  |  | Finale     | Finale     | Finale | Finale | Finale |  |
|  |            |            |            |            |            |  |  |            |            |        |        |        |  |
|  | A2         | Indonesia  | 0          | 0          | 0          |  |  |            |            |        |        |        |  |
|  | B1         | Vietnam    | 0          | 2          | 2          |  |  | Vietnam    | Vietnam    | 2      | 0      | 2      |  |
|  | B2         | Malaysia   | 1          | 0          | 1          |  |  | Thailandia | Thailandia | 2      | 1      | 3      |  |
|  | A1         | Thailandia | 0          | 3          | 3          |  |  |            |            |        |        |        |  |

### Semifinali

#### Andata
| Giacarta 6 gennaio 2023, ore 16:30 UTC+7 | Indonesia       | 0 – 0 | Vietnam | Gelora Bung Karno Stadium (49595 spett.)\| Arbitro: \| Omar Al-Yaqoubi \| |
| Arbitro:                                 | Omar Al-Yaqoubi |       |         |                                                                           |

| Arbitro: | Kim Dae-yong |

|            |           |  |
| Faisal 11’ | Marcatori |  |

#### Ritorno
| Arbitro: | Yusuke Araki |

|                          |           |  |
| Nguyễn Tiến Linh 3’, 47’ | Marcatori |  |

| Arbitro: | Adham Makhadmeh |

|                                    |           |  |
| Teerasil 19’ Bordin 55’ Adisak 71’ | Marcatori |  |

### Finale

#### Andata
| Arbitro: | Hyung-jin Ko |

|                                       |           |                        |
| Nguyễn Tiến Linh 24’ Vũ Văn Thanh 88’ | Marcatori | 48’ Poramet 63’ Sarach |

#### Ritorno
| Arbitro: | Jumpei Iida |

|                |           |  |
| Theerathon 24’ | Marcatori |  |